# Geminiano Montanari
Pour les articles homonymes, voir Montanari.
Geminiano Montanari (né le 1er juin 1633 à Modène et mort le 13 octobre 1687 à Padoue) est un astronome et un fabricant de lentilles italien, partisan de l'approche expérimentale des sciences.
Geminiano Montanari est surtout connu pour son observation, faite autour de 1667, que la deuxième étoile la plus brillante (appelée Algol en arabe) de la constellation de Persée avait une luminosité variable.

## Biographie
Montanari est né à Modène, étudia le droit à Florence et fut diplômé à l'université de Salzbourg. En 1662 ou en 1663, il déménagea à Bologne, où il dessina une carte précise de la Lune à l'aide d'un micromètre oculaire de sa propre fabrication. Il fit aussi des observations sur la capillarité et d'autres problèmes en statique, et suggéra que la viscosité d'un liquide dépendait de la forme de ses molécules. En 1669, il succéda à Giovanni Cassini comme professeur d'astronomie à l'observatoire de Panzano, près de Modène, où une de ses tâches fut de compiler un almanach astrologique. Il le fit en 1665, mais il organisa un canular délibéré en écrivant l'almanach complètement au hasard, pour montrer que les prédictions faites au hasard étaient aussi bien vérifiées que celles faites par l'astrologie. Dans la période suivant celle de Galilée, les expérimentateurs tels que Montanari étaient engagés dans une bataille contre les vues plus mystiques des scientistes tels que Donato Rossetti.
Le 21 mars 1676, Montanari signala l'observation d'une comète à Edmund Halley.
En 1679, Montanari déménagea pour un poste d'enseignement à Padoue, mais presque tous les documents de cette période de sa vie ont été perdus. Il reste une lettre de 1682 notant l'observation de la comète de Halley. Il écrivit aussi sur l'économie, observant que la demande pour une marchandise particulière était fixée, et faisant des commentaires sur la frappe de la monnaie et la valeur de l'argent (1683).
Le cratère lunaire Montanari (à 45,8° S, 20,6° O) et l'astéroïde (8421) Montanari portent son nom. L'observatoire Cavezzo est nommé Observatoire astronomique Geminiano Montanari.

## Publications

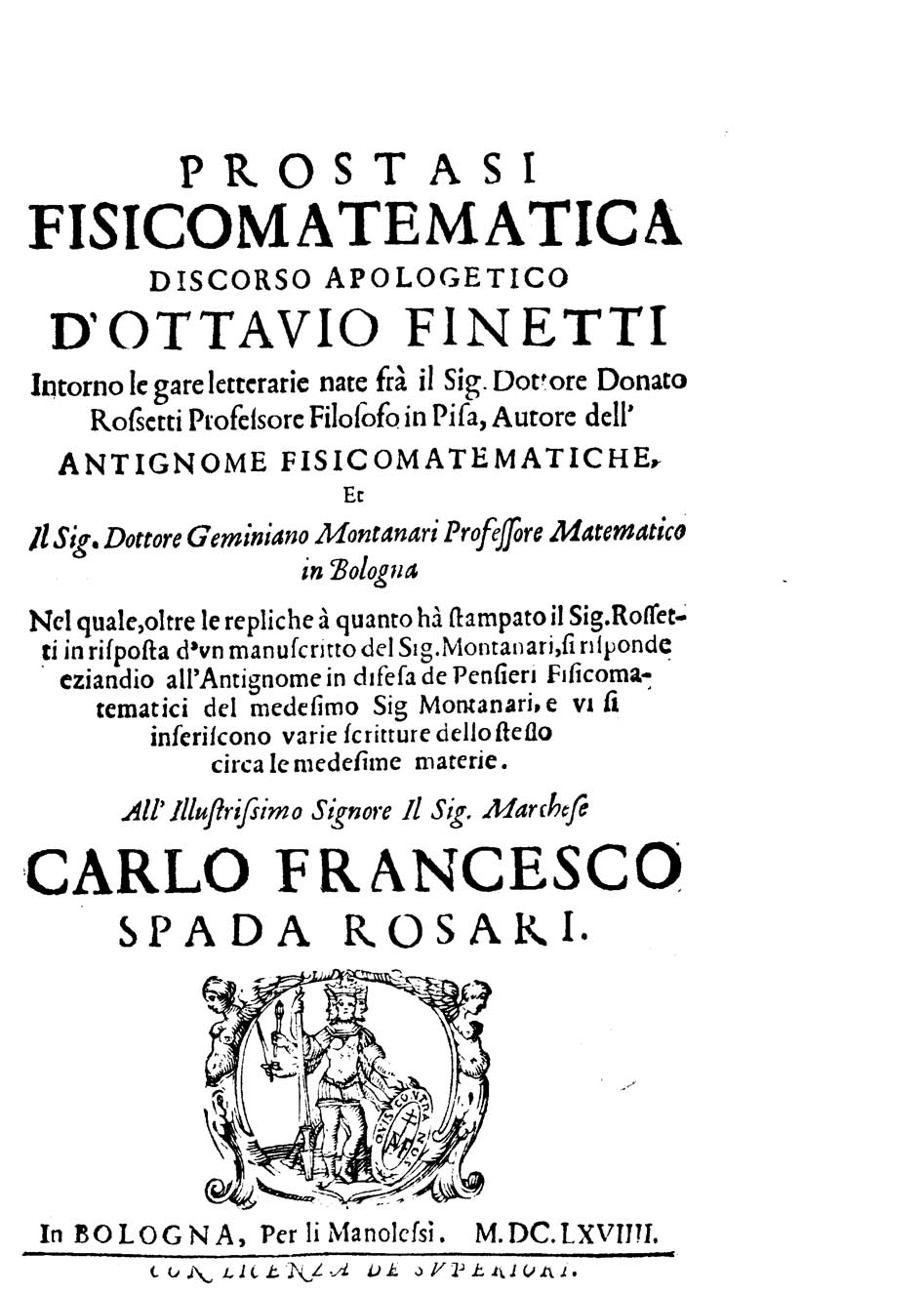
Prostasi fisicomatematica, 1669

- De motionibus naturalibus a gravitate pendentibus (1667)
- Pensieri fisico-matematici (1667)
- La Livella Diottrica (The Spirit Level) (1674)
- Trattato mercantile delle monete (1680)